# Ileana Grigoriu
Ileana Grigoriu a fost fosta soție a povestitorului român Ion Creangă. Nu se cunosc foarte multe detalii despre viața ei, dar se știe că a fost fiica preotului Ioan Grigoriu de la biserica Patruzeci de sfinți din Iași si ca sa nascut in anul 1844.
Ileana Grigoriu s-a căsătorit cu Ion Creangă la data de 23 august 1859 cand povestitorul avea 22 de ani iar ea 15 iar pe data de 19 decembrie 1860 se naste unicul lor fiu Constantin Creanga ,tatal faimosului arhitect Horia Creanga.Intre cei doi au existat numeroase neintelegeri exacerbate de tratamentul primit de Ion din partea socrului sau, si acuzatiile reciproce de infidelitate.Cei doi se despart in anul 1867 dar avand in vedere ca Creanga era diacon in Biserica Ortodoxa Romana despartirea este tinuta in secret.
Se crede ca motivul despartirii a fost infidelitatea Ileanei aceasta inseland-ul iar apoi parasind-ul pe Creanga pentru un calugar de la manastirea Golia. Chiar Creanga scria mai apoi in „Noul Curier Român“, că tot necazul lui venea din „răutatea și corupțiunea unui călugăr“ dar nu se stie daca acest lucru este un adevar sau scornelile banuitoare ale celebrului scriitor. Un preot a fost chemat pentru a incerca sa ii impace pe cei doi dar fara rezutate, divortul fiind proclamat in 1873 iar custodia fiului revenind povestitorului. In urma divortului acesta nu s-a recasatorit si se crede ca a murit in anul 1922 dar aceasta informatie nu este bazata pe o sursa sigura.